# Сиссе, Ибраима (футболист, 2001)
Ибраима Сиссе (фр. Ibrahima Cissé; род. 15 февраля 2001, Дрё) — французский футболист малийского происхождения, защитник клуба «Шальке 04». Участник Олимпийских игр 2024 в Париже.

## Клубная карьера
Сиссе — воспитанник клубов «Шатору» и бельгийского «Гента». 9 декабря 2021 года в поединке Лиги конференций против эстонской «Флоры» Ибраима дебютировал за основной состав последних. 14 января 2022 года в матче против «Кортрейка» он дебютировал в Жюпиле лиге. 
Летом 2022 года Сиссе перешёл в немецкий «Шальке 04», подписав контракт на 4 года. 28 июля 2023 года в матче против «Гамбурга» он дебютировал во Второй Бундеслиге. 10 августа 2024 года в поединке против «Нюрнберга» Ибраима забил свой первый гол за «Шальке 04».

## Международная карьера
В 2024 году Сиссе был включён в заявку олимпийской сборной Мали на участие в Олимпийских играх в Париже. На турнире он сыграл в матчах против команд Японии и Парагвая.